# AFC Cup 2006
De AFC Cup 2006 was de derde editie van dit voetbaltoernooi voor clubs uit landen die zijn aangesloten bij de Asian Football Confederation (AFC).
De Jordaanse club Al-Faisaly won voor de tweede opeenvolgende keer het toernooi.

## Deelname
Er namen 20 clubs uit elf landen aan deze editie deel, waaronder voor het eerst een club uit Bahrein. Dit land mocht dit jaar geen club inschrijven voor de ‘hogere’ AFC Champions League. Clubs uit Myanmar en Noord-Korea werden dit jaar voor de tweede opeenvolgende keer uitgesloten voor deelname. De beide clubs uit Jemen (Al-Hilal Al Hudaydah en Al-Saqr Ta‘izz) en Dhofar Club Salalah uit Oman werden na loting uit het toernooi gezet.
Centraal- en West-Azië
 Bahrein,  Jordanië,  Libanon,  Oman,  Turkmenistan
Oost-Azië
 Bangladesh,  Hongkong,  India,  Malediven,  Maleisië,  Singapore

## Groepsfase
Speeldata
1e wedstrijd: 7 maart
2e wedstrijd: 21 maart
3e wedstrijd: 11 en 18 april
4e wedstrijd: 25 april
5e wedstrijd: 2 en 3 mei
6e wedstrijd: 16 mei
De zes groepswinnaars en de beste twee nummers twee gingen door naar de kwartfinale.
 Groen: Gekwalificeerd voor de kwartfinale 

#### Groep A
| # | Club            | AW | W | G | V | PTN | V-T   |
| - | --------------- | -- | - | - | - | --- | ----- |
| 1 | Muharraq Club   | 6  | 3 | 2 | 1 | 11  | 8-5   |
| 2 | Al-Ahed         | 6  | 3 | 1 | 2 | 10  | 16-11 |
| 3 | Mahindra United | 6  | 2 | 3 | 1 | 9   | 8-7   |
| 4 | Brothers Union  | 6  | 0 | 2 | 4 | 2   | 5-14  |

| Club            | AHE | BRO | MAH | MUH |
| --------------- | --- | --- | --- | --- |
| Al-Ahed         |     | 6-2 | 2-2 | 0-2 |
| Brothers Union  | 1-3 |     | 2-2 | 0-0 |
| Mahindra United | 2-1 | 1-0 |     | 0-1 |
| Muharraq Club   | 2-4 | 2-0 | 1-1 |     |

#### Groep B
| # | Club            | AW | W | G | V | PTN | V-T  |
| - | --------------- | -- | - | - | - | --- | ---- |
| 1 | Al-Nasr Salalah | 4  | 4 | 0 | 0 | 12  | 10-2 |
| 2 | Dempo SC        | 4  | 1 | 1 | 2 | 4   | 9-7  |
| 3 | FK Merv Mary    | 4  | 0 | 1 | 3 | 1   | 4-14 |

| Club            | DEM | MER | NAS |
| --------------- | --- | --- | --- |
| Dempo SC        |     | 6-1 | 0-1 |
| FK Merv Mary    | 2-2 |     | 0-2 |
| Al-Nasr Salalah | 3-1 | 4-1 |     |

#### Groep C
| # | Club            | AW | W | G | V | PTN | V-T |
| - | --------------- | -- | - | - | - | --- | --- |
| 1 | Al-Wihdat Amman | 2  | 2 | 0 | 0 | 6   | 9-1 |
| 2 | Mohammedan SC   | 2  | 0 | 0 | 2 | 0   | 1-9 |

| Club            | MOH | WIH |
| --------------- | --- | --- |
| Mohammedan SC   |     | 1-2 |
| Al-Wihdat Amman | 7-0 |     |

#### Groep D
| # | Club              | AW | W | G | V | PTN | V-T  |
| - | ----------------- | -- | - | - | - | --- | ---- |
| 1 | Al-Faisaly        | 4  | 2 | 1 | 1 | 7 * | 8-6  |
| 2 | Al-Nejmeh Beiroet | 4  | 2 | 1 | 1 | 7 * | 10-7 |
| 3 | HTTU Aşgabat      | 4  | 0 | 2 | 2 | 2   | 8-13 |

| Club              | ASQ | FAI | NEJ |
| ----------------- | --- | --- | --- |
| HTTU Aşgabat      |     | 1-1 | 2-2 |
| Al-Faisaly        | 4-3 |     | 2-0 |
| Al-Nejmeh Beiroet | 6-2 | 2-1 |     |

*  Klassering op basis onderling resultaat. 

#### Groep E
| # | Club             | AW | W | G | V | PTN | V-T  |
| - | ---------------- | -- | - | - | - | --- | ---- |
| 1 | Sun Hei FC       | 6  | 4 | 1 | 1 | 13  | 11-4 |
| 2 | Perlis FA Kangar | 6  | 3 | 2 | 1 | 11  | 11-4 |
| 3 | Home United FC   | 6  | 2 | 0 | 4 | 6   | 8-11 |
| 4 | New Radiant Malé | 6  | 1 | 1 | 4 | 4   | 7-18 |

| Club             | HOM | NEW | PER | SUN |
| ---------------- | --- | --- | --- | --- |
| Home United FC   |     | 2-0 | 2-3 | 0-2 |
| New Radiant Malé | 5-3 |     | 0-0 | 0-2 |
| Perlis FA Kangar | 1-0 | 6-0 |     | 1-2 |
| Sun Hei FC       | 0-1 | 5-2 | 0-0 |     |

#### Groep F
| # | Club            | AW | W | G | V | PTN  | V-T  |
| - | --------------- | -- | - | - | - | ---- | ---- |
| 1 | Selangor FA     | 6  | 5 | 0 | 1 | 15 * | 14-9 |
| 2 | Tampines Rovers | 6  | 5 | 0 | 1 | 15 * | 17-5 |
| 3 | Happy Valley AA | 6  | 1 | 1 | 4 | 4    | 7-18 |
| 4 | Hurriya SC      | 6  | 0 | 1 | 5 | 1    | 3-15 |

| Club            | HAP | HUR | SEL | TAM |
| --------------- | --- | --- | --- | --- |
| Happy Valley AA |     | 3-0 | 2-3 | 0-4 |
| Hurriya SC      | 1-1 |     | 1-3 | 0-4 |
| Selangor FA     | 4-3 | 1-0 |     | 1-0 |
| Tampines Rovers | 3-1 | 3-1 | 3-2 |     |

*  Klassering op basis onderling resultaat. 

## Kwartfinale
De heenwedstrijden werden op 12 september gespeeld, de terugwedstrijden op 19 september.
| Team 1          | Tot.    | Team 2            | 1e wedstr. | 2e wedstr.   |
| --------------- | ------- | ----------------- | ---------- | ------------ |
| Al-Faisaly      | 2-2     | Sun Hei FC        | 1-1        | 1-1 ns (5-4) |
| Al-Nasr Salalah | 3-3 (u) | Muharraq Club     | 2-3        | 1-0          |
| Tampines Rovers | 0-5     | Al-Wihdat Amman   | 0-1        | 0-4          |
| Selangor FA     | 0-1     | Al-Nejmeh Beiroet | 0-1        | 0-0          |

## Halve finale
De heenwedstrijden werden op 26 september gespeeld, de terugwedstrijden op 17 oktober.
| Team 1            | Tot. | Team 2          | 1e wedstr. | 2e wedstr. |
| ----------------- | ---- | --------------- | ---------- | ---------- |
| Al-Faisaly        | 2-1  | Al-Wihdat Amman | 1-0        | 1-1        |
| Al-Nejmeh Beiroet | 3-6  | Muharraq Club   | 1-2        | 2-4        |

## Finale
De heenwedstrijd werd op 27 oktober gespeeld, de terugwedstrijd op 3 november.
| Team 1     | Tot. | Team 2        | 1e wedstr. | 2e wedstr. |
| ---------- | ---- | ------------- | ---------- | ---------- |
| Al-Faisaly | 5-4  | Muharraq Club | 3-0        | 2-4        |

2004 · 
2005 · 
2006 · 
2007 · 
2008 · 
2009 ·
2010 ·
2011 ·
2012 ·
2013 ·
2014 ·
2015 ·
2016 ·
2017 ·
2018 ·
2019 ·
2020 ·
2021 ·
2022
Clubcompetities: AFC Champions League Elite · AFC Champions League Two · AFC Challenge League

Landencompetities: Aziatisch kampioenschap mannen · Aziatisch kampioenschap vrouwen

Voormalige competities: AFC Challenge Cup · AFC President's Cup · Aziatische supercup · AFC/OFC Cup Challenge · Aziatische beker voor bekerwinnaars · AFC Cup